# Basílica-estoa
Basílica-estoa es el nombre utilizado por los arqueólogos para una antigua basílica en la ciudad de Éfeso en Asia Menor, en la actual Turquía. Sus ruinas forman parte del yacimiento arqueológico de Éfeso, declarado Patrimonio de la Humanidad por la Unesco.

## Historia
La basílica fue construida en la primera época imperial en el año 11 d. C. Fue construida por C. Sextilio Pollio y su esposa Ofilia Basa, según la inscripción griega y latina del edificio. La basílica estaba dedicada a Artemisa de Éfeso y al demos, o pueblo de Éfeso, así como a los emperadores Augusto y Tiberio. El edificio fue probablemente uno de los más espectaculares de Éfeso cuando se terminó. Ocupaba el emplazamiento de una estoa anterior del período helenístico.

## Descripción

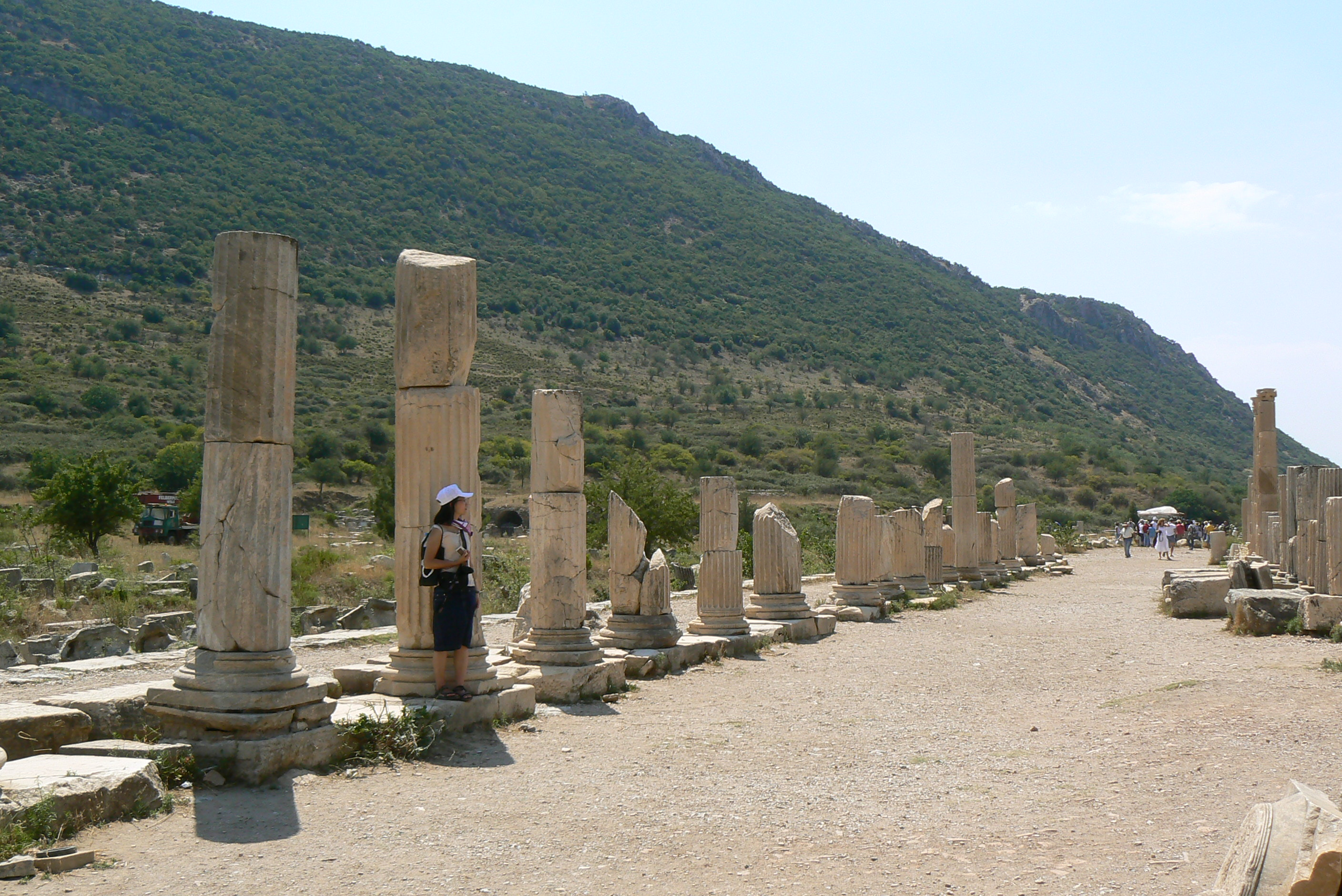
Restos de la Basílica-estoa.

Estaba situada en el lado norte de la llamada Ágora administrativa de Éfeso. Tenía la misma longitud que el ágora, unos 160 m de largo y 20 m de ancho. Tenía dos plantas y una fachada con 67 columnas, de estilo jónico.
A la basílica se accedía desde el ágora por una escalinata de cuatro peldaños. En el interior, el edificio tenía tres alas. La anchura de la nave central era de unos 6,9 m y la de las dos naves laterales, de unos 4,7 m. Los extremos de las columnas interiores estaban decorados con cabezas de toro. En algún momento se reforzó el tejado, al parecer debido a los terremotos, añadiendo columnas de estilo corintio.

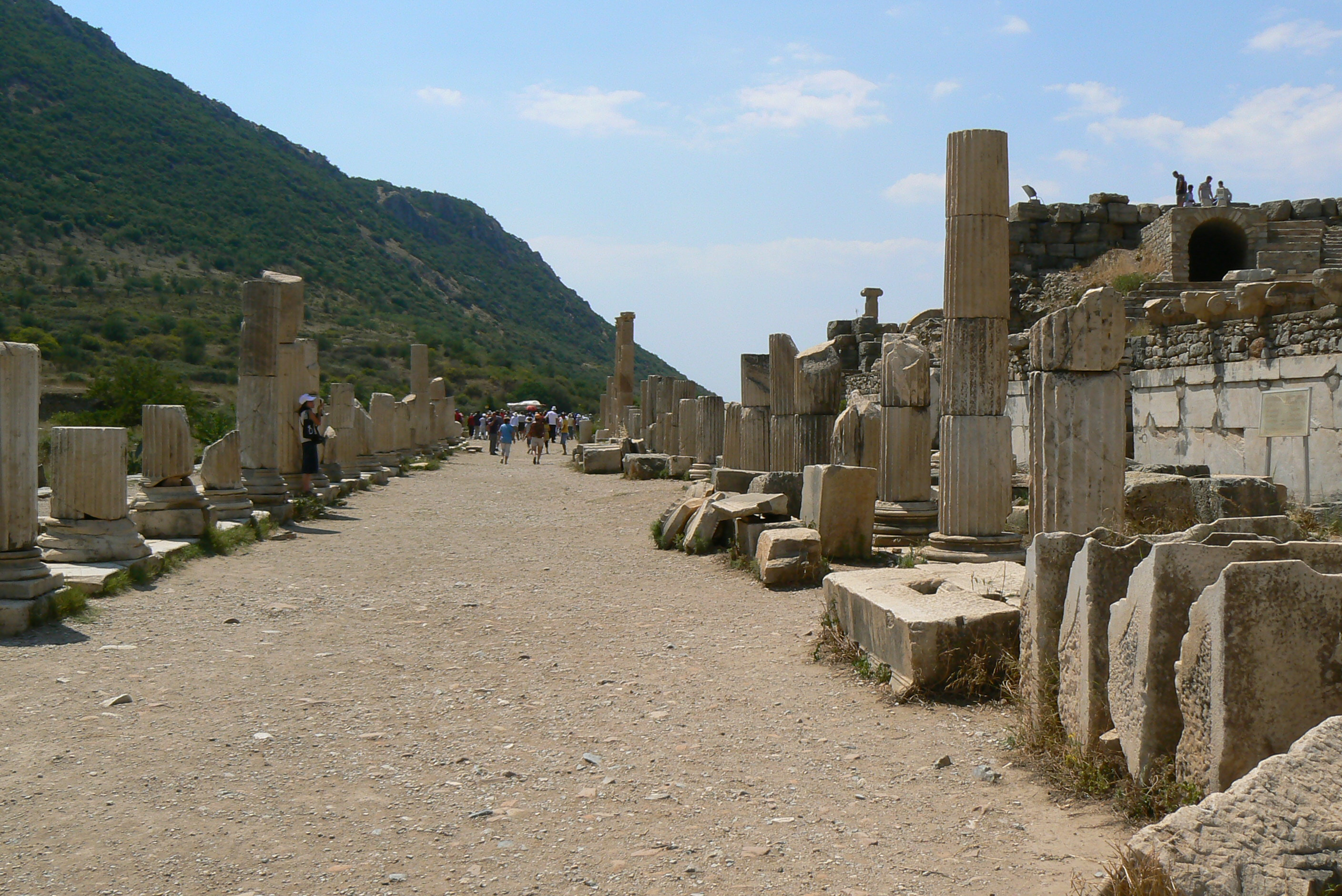
Restos.

Al oeste de la basílica se encontraba su ampliación, conocida en latín como Chalcidicum porque corresponde a la descripción de Vitruvio de ampliaciones similares de basílicas. Fue añadida durante el reinado del emperador Nerón, y alargó la basílica unos 15,9 m. Tenía tres puertas en el lado oeste.

También había un chalcidicum en el extremo oriental de la basílica. Sin embargo, solo se conoce en su forma bizantina, cuando era un peristilo flanqueado por semicolumnas corintias. En el extremo oriental del chalcidicum había estatuas de Augusto sentado y Livia Drusila.
Al norte de la basílica se encontraban el Buleuterio y el Pritaneo, así como el llamado Peristilo rodio. La antigua estoa en el emplazamiento de la basílica era de una sola ala, de unos 8,6 m de ancho.